# Ephedrin
Ephedrin ist ein Alkaloid aus der Gruppe der Phenylethylamine. Es besitzt eine stimulierende Wirkung und kommt natürlich in Pflanzen der Gattung Meerträubel vor. Dort ist es zusammen mit Pseudoephedrin (seinem Diastereomer) das Hauptalkaloid.
In isolierter oder synthetisch hergestellter Form werden Ephedrin und Pseudoephedrin aufgrund ihrer sympathomimetischen Wirkung für vielfältige medizinische Zwecke verwendet. Früher wurden sie z. B. häufig gegen die Symptome des Asthma bronchiale, zum Abschwellen der Nasenschleimhäute bei Schnupfen und in der Augenheilkunde als Ersatz für Atropin eingesetzt. Das Nutzen/Risiko-Verhältnis gilt dabei jedoch als ungünstig, weshalb beide Substanzen dafür kaum mehr gebraucht werden.
Ephedrin wird heute gelegentlich noch zur Behandlung von Hypotonie und der Schlafkrankheit Narkolepsie gebraucht. Da es sich als Vorläuferstoff zur Herstellung von Methamphetamin eignet, wurde seine Abgabe in fast allen Ländern streng reglementiert.

## Geschichte
Nagai Nagayoshi isolierte reines Ephedrin erstmals 1885 aus Ephedra vulgaris. Mitte der 1920er Jahre wurde Ephedrin durch Untersuchungen von Carl Frederic Schmidt wiederentdeckt und charakterisiert. Die Firma E. Merck brachte es dann in synthetischer Form als Racemat unter dem Markennamen Ephetonin erstmals als Antiasthmatikum auf den Markt.

## Vorkommen

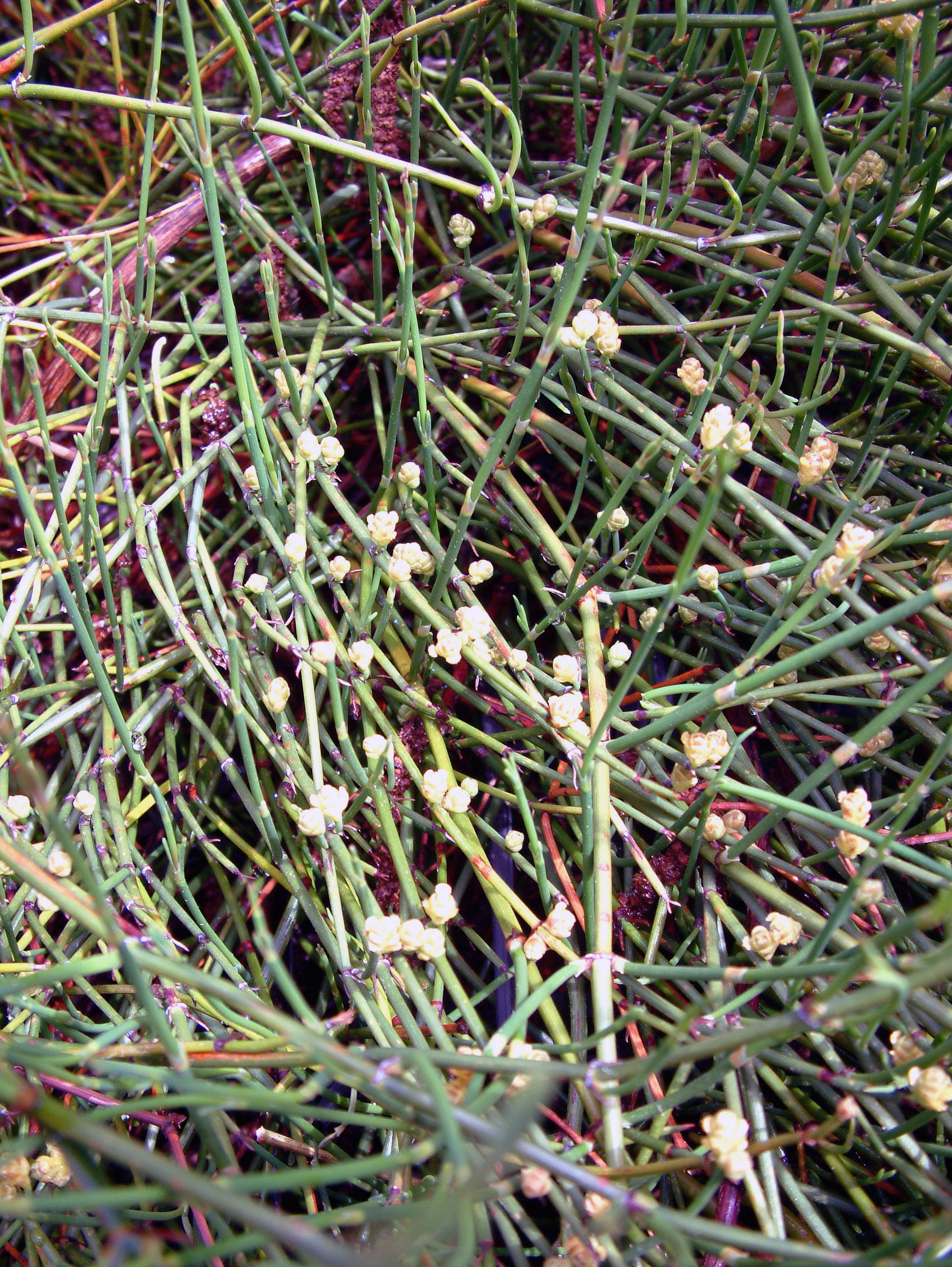
Chinesisches Meerträubel (Ephedra sinica) enthält neben anderen Alkaloiden auch Ephedrin.

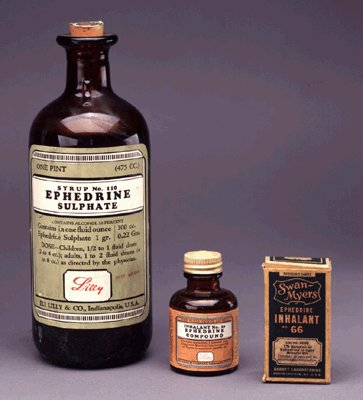
Ephedrin in Flaschen

Eine bekannte natürliche Ephedrinquelle ist insbesondere die Meerträubel-Art Ephedra sinica. Ihre Verwendung als „Mahuang“ (麻黃) in der chinesischen Medizin kann auf eine sehr lange Tradition zurückblicken. Die kreislaufstärkende Wirkung wurde schon im „Pen-Tsao-Kang-Mu“ zitiert.
Auch viele andere der etwa 45 bekannten Arten der Pflanzenfamilie Ephedraceae enthalten herzkreislaufwirksame Alkaloide. Die beiden Hauptalkaloide sind dabei Ephedrin und Pseudoephedrin. Diese machen dabei 70–99 % des Gesamtalkaloidgehaltes aus. Der Ephedrin-Gehalt liegt dabei zwischen 0 und 90 % des Gesamtalkaloid-Gehaltes, der Pseudoephedrin-Gehalt zwischen 0,1 und 99 %.

## Pharmakologie
Ephedrin ist ein indirektes Sympathomimetikum von schwächerer, jedoch länger anhaltender Wirkung als das körpereigene Stresshormon Adrenalin. Es wirkt wie dieses als direkter Adrenozeptor-Agonist blutdrucksteigernd, herzstimulierend, bronchienerweiternd und appetithemmend. Aufgrund dieses Wirkspektrums findet es Verwendung in Arzneimitteln gegen Hypotonie, chronische Bronchitis, Asthmaanfälle und zur Abschwellung der Schleimhäute bei Schnupfen sowie als Bestandteil von Appetitzüglern.
Ephedrin setzt Noradrenalin frei und führt damit zu einer Steigerung der adrenergen Transmission. Da es keine Hydroxygruppen am Phenylring aufweist, kann es die Blut-Hirn-Schranke passieren (allerdings nicht so effizient wie Amphetamin oder Methamphetamin). Die gängige Dosis liegt bei 25–50 mg; Dosen über 50 mg können bereits zu unangenehmen Nebenwirkungen führen. Die Plasmahalbwertszeit beträgt ca. 3–6 Stunden.
Ephedrin verringert die Proteinabbaurate und steigert vermutlich auch die Proteinbiosynthese. Durch die erhöhte Körpertemperatur kommt es zu einem leicht erhöhten Ruheenergiebedarf im Körper. Auch eine euphorisierende und aphrodisierende Wirkung ist möglich, die jedoch oft mit Erektionsschwierigkeiten verbunden ist. Eine Steigerung der körperlichen Leistungsfähigkeit konnte in Studien für die alleinige Einnahme von Ephedrin nicht nachgewiesen werden, einige Publikationen beschreiben aber einen Leistungszuwachs bei der Kombination von Ephedrin mit Koffein.
Bei Überdosierung sind die Nebenwirkungen vielfältig:
Unruhe, Angst, Übelkeit, Schlaflosigkeit, Tremor, Pulsrasen, Schwitzen, Atemschwierigkeiten, Verwirrtheit, Halluzinationen, Delirium, Kopfschmerzen und selten Krämpfe.

## Rechtslage
Ephedrin und Pseudoephedrin können als Grundstoff zur Synthese des Betäubungsmittels Methamphetamin (Crystal Meth) verwendet werden. Daher gelten sie in der Europäischen Union als überwachungsbedürftige Drogenausgangsstoffe. Der Umgang mit ihnen ist daher in Deutschland durch das Grundstoffüberwachungsgesetz unter Strafandrohung stark eingeschränkt. Methamphetamin ist in Deutschland in Anlage II zum Betäubungsmittelgesetz erfasst, so dass ein Handeltreiben damit sowie jeder Besitz strafbar ist.
Wegen seiner appetithemmenden und subjektiv leistungssteigernden Wirkung wird Ephedrin („Ephis“) oft als Dopingmittel eingesetzt, oft in Kombination mit Coffein und Acetylsalicylsäure (auch ECA-Stack genannt). Ephedrin gehört zu den Substanzen, die für Sportler bei Wettkämpfen verboten sind.
In vielen Ländern wurden Ephedrin enthaltende Medikamente – beispielsweise als Wachmacher für Autofahrer – vom Markt genommen. Die Substanz kann durch andere Wirkstoffe ersetzt werden, wodurch einem Gebrauch zu nicht-medizinischem Zweck vorgebeugt werden kann.
In Deutschland war ein Kombipräparat namens Vencipon N auf dem Markt, welches mit 10 mg eine Dosis enthielt, die den Appetit zügeln sollte, um Diäten medikamentös zu unterstützen. In Dosen von etwa 50–70 mg wurde es als Stimulans eingesetzt. Dieses Präparat wurde daher ebenfalls vom Markt genommen.
Bis 2001 waren Ephedrinpräparate frei in deutschen Apotheken erhältlich. Danach wurde der freie Zugang verwehrt, weil diese Präparate hauptsächlich zum nicht-medizinischen Gebrauch als Appetitzügler oder Rauschmittel gekauft worden seien. Auch Ephedra-Kraut ist in deutschen Apotheken nur noch mit Rezept zu erwerben. Seit einer Änderung des Arzneimittelgesetzes AMG vom 1. April 2006 sind ephedrinhaltige Substanzen (inkl. Pflanzenteile) rezeptpflichtig.
Das Führen von Kraftfahrzeugen unter dem Einfluss von Ephedrin kann eine Straftat nach § 316 StGB darstellen, sofern eine Fahruntüchtigkeit nachgewiesen werden kann.

## Herstellung und Gewinnung
Das Vorprodukt Phenylacetylcarbinol entsteht bei der mikrobiellen Acylierung von Benzaldehyd. Die weiteren Schritte sind Kondensation des Phenylacetylcarbinols mit Methylamin und die anschließende katalytische Reduktion zu Ephedrin. Auf diesem Weg entsteht fast nur die optisch aktive L-(−)-Form des Ephedrins.
Der Wirkstoff kann jedoch auch aus verschiedenen Ephedra-Arten gewonnen werden wie zum Beispiel Ephedra distachya oder Ephedra sinica. Eine Gewinnung kann ähnlich wie bei Coffein durch Extraktion aus Pflanzenteilen erfolgen.

## Analytik
Zur zuverlässigen qualitativen und quantitativen Bestimmung von Ephedrin wird die Kopplung von Gaschromatographie und HPLC mit der Massenspektrometrie nach angemessener Probenvorbereitung eingesetzt. Für gaschromatographische Nachweise werden häufig Derivatisierungen vorgenommen. Die Bestimmung vermittels der HPLC kann in der Regel auch ohne Derivatisierung durchgeführt werden. Diese Analytik eignet sich ebenfalls zur Bestimmung von Ephedrin in Nahrungsmittelsupplementen. Auch die zuverlässige Bestimmung in Abwasserproben ist mit den genannten Verfahren möglich.

## Handelsnamen
- Diverse Generika, Caniphedrin (CH, vet.)
- Helopyrin (A)